# The Rover
«The Rover» es una canción de la banda británica Led Zeppelin escrita por Jimmy Page y Robert Plant incluida en su álbum Physical Graffiti. Al principio se había hecho como una pista acústica, luego fue retocada para aparecer en su álbum Houses of The Holy, sin embargo, la canción no vio la luz hasta su siguiente disco.

## Estructura musical
La canción comienza con un poderoso ritmo de batería de John Bonham y durante toda la canción Jimmy Page utiliza un riff de guitarra en la tonalidad de E mayor, y el solo de guitarra utiliza la escala de F # menor.

### Letra
En la letra, Plant relata su experiencia haciendo referencia a varias cosas, pero como tema central puede entenderse su disconformidad y el impacto que le produce la pomposidad de las ciudades y sus maravillas, conforme las va conociendo con las giras. Habla entre otras cosas, de su amada que se encuentra en un lugar lejano, refiriéndose quizás al contraste de llevar una vida tranquila lejos de las ciudades importantes, y de repente encontrarse con el arrase del hombre como "una plaga", y con alguna citación a los excesos que experimentó en dichos viajes con Led Zeppelin. Por último, va dejando mensajes en estrofas como "Si pudieramos juntar las manos", "el viento los tumbará" acerca de tales maravillas efímeras y propone una incógnita: si de esta "maravilla" terrenal (la codicia y arruinamiento del hombre a los recursos del planeta y su explotación) quedara algo bueno para enseñar, algo rescatable. Y anima a hacerlo, destacando que nos queda poco tiempo, tanto a la tierra y por ende al hombre, con alguna metáfora difusa del surgimiento de un mundo nuevo de las ruinas de uno antiguo.

## Interpretaciones en vivo
The Rover nunca fue tocada en su totalidad en vivo en los conciertos de la banda, aunque la utilizaron como la introducción del tema Sick Again, durante la gira norteamericana en 1977. Sin embargo, la canción fue ensayada en su totalidad, como se puede escuchar en las grabaciones bootleg del ensayo de sonido de la banda, en el Estadio de Chicago, el 6 de julio de 1973. Este ensayo tuvo lugar antes de la apertura de la segunda etapa de la gira norteamericana de la banda, en 1973. También, en 1972, los trozos instrumentales de la canción se tocaron en un medley de "Whole Lotta Love", durante un concierto en Sídney del tour australiano de Led Zeppelin.
- Datos: Q3307934